# Gerard van Swieten
Gerard Van Swieten (Leida, 7 maggio 1700 – Vienna, 18 giugno 1772) è stato un medico olandese.

## Biografia
Allievo di Hermann Boerhaave diventò nel 1745 il medico personale dell'imperatrice Maria Teresa d'Austria. Famoso per la sua lotta al vampirismo negli anni che andavano dal 1718 al 1732 molti casi ipotetici di vampirismo in Europa dell'est furono reportizzati e lui indagò su tali avvenimenti, e per aver descritto i sintomi della cefalea a grappolo. Si occupò anche d'anatomia e cercò di migliorare il trattamento delle malattie veneree prima fra tutte la sifilide.
Massone, fu membro della loggia "Zur wahren Eintracht" (Alla vera concordia) di Vienna .
Suo figlio fu Gottfried van Swieten, patrono di Haydn, Mozart e Beethoven.